# Intermotormakers
Intermotormakers war ein südafrikanischer Hersteller von Automobilen.

## Unternehmensgeschichte
Gerrie Steenkamp gründete 1976 das Unternehmen in Kapstadt. Er begann mit der Montage von Automobilen von Lamborghini und Lotus. Eine Änderung von gesetzlichen Vorschriften führte zum Ende dieser Tätigkeit. Insgesamt entstanden etwa jeweils 24 Fahrzeuge beider Marken. 1990 wurde ein selbst entwickeltes Fahrzeug präsentiert. Der Markenname lautete Intermotormakers. Im gleichen Jahr endete die Produktion. 2010 wurde das Unternehmen aufgelöst.

## Fahrzeuge
Das Unternehmen montierte Lamborghini Countach, Lamborghini Espada, Lotus Éclat und Lotus Elite. Darüber hinaus ist ein Lamborghini Urraco von 1976 bekannt, der ein Emblem von Intermotormakers trägt. Außerdem ist ein Lotus Esprit bekannt.
1990 wurde der Caracal präsentiert, entworfen von Nic de Waal. Dies war ein Roadster. Ein Vierzylindermotor von Volkswagen mit 1800 cm³ Hubraum war hinter den Sitzen in Mittelmotorbauweise platziert. Von diesem Modell entstanden vier Prototypen.